# Bitwa pod Soor

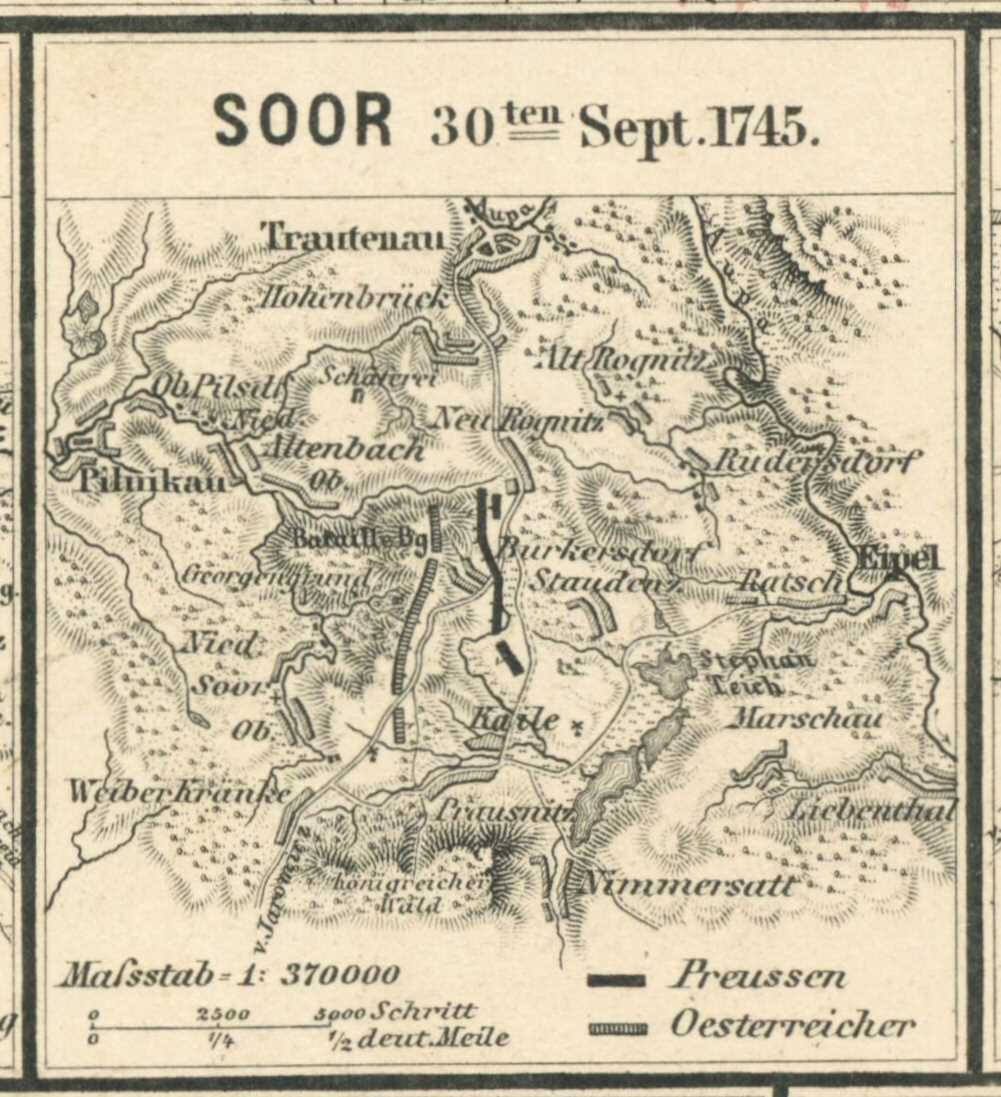
Bitwa pod Soor – szkic sytuacyjny

Bitwa pod Soor – starcie zbrojne pomiędzy wojskami pruskimi a austriacko–saskimi, które miało miejsce 30 września 1745 podczas drugiej wojny śląskiej w ramach szerszych zmagań wojny o sukcesję austriacką.

## Siły przeciwników i sytuacja przed bitwą
Armia pruska liczyła 31 batalionów piechoty (16 710 żołnierzy) i 41 szwadronów kawalerii (5852 żołnierzy). Fryderyk II Wielki kierował się na północ, ale przed ostatecznym marszem na Śląsk rozłożył się obozem koło Staudenz (dziś: Studenec), by zebrać furaż. Jego podjazdy ścierały się jednak wciąż z lekkimi siłami austriackimi, a rozsyłając wiele wydzielonych oddziałów, osłabił swoje siły główne. Austriacy nie mieli jednak zamiaru pozwolić wojskom pruskim na odpoczynek, a książę Karol Lotaryński uznał, że lasy na południe od pruskiego obozu pozwalają na skryte podejście; ponadto Prusacy nie obsadzili dominującego nad ich obozem wzgórza Graner-Koppe. Siły sasko-austriackie składały się z wojsk regularnych – 25 300 piechoty i 12 700 kawalerii oraz lekkiej jazdy i oddziałów chorwackich (łącznie ok. 4000), co dawało łącznie ok. 41 tys. żołnierzy.

## Przebieg bitwy
Książę Karol Lotaryński zamierzał uderzyć na bezczynną armię pruską w jej obozie w Staudenz niedaleko wioski Soor (dziś Horní Žďár, część Hajnic, okres Trutnov). W tym celu przeszedł w nocy z 29 na 30 września przez lasy, ustawiając centrum, w tym silną baterię 16 ciężkich dział, na wzgórzu Graner-Koppe. Jednak zbyt powolny marsz Austriaków umożliwił siłom Fryderyka II przygotowanie się do bitwy. Niekorzystne dla Prusaków warunki terenowe spowodowały podjęcie przez króla pruskiego decyzji o przejęciu inicjatywy, która całkowicie zaskoczyła Austriaków. Fryderyk pospiesznie sformował swoją armię, maszerując najpierw na północ, by zapobiec przecięciu przez Austriaków drogi na Trutnov, a następnie wykonując zwrot w lewo i ustawiając swoje siły frontem do przeciwnika.
Pierwszy atak przeprowadzony został przez pruskich kirasjerów, którzy uderzyli na szwadrony Austriaków. Kawaleria pruska dostała rozkaz by obejść nieprzyjaciela od północy i zaatakować od skrzydła. Podczas przejazdu przed frontem wojsk sojuszniczych poniosła poważne straty od ognia artylerii, a gdy wyszła poza jej pole ostrzału i rozpoczęła atak, okazało się, że musi najpierw sforsować leżący u północnych stóp wzgórza jar. Doskonała dyscyplina zapobiegła chaosowi na dnie dolinki, a wytrzymałość holsztyńskich koni umożliwiła szarżę w górę zbocza. 26 szwadronów pruskich uderzyło na 41 szwadronów nieprzyjaciela. Austriacy zostali rozbici i zmuszeni do odwrotu. Dalsze natarcie powstrzymał ogień sojuszniczej piechoty.
W międzyczasie prawe skrzydło pruskie – 6 batalionów wyborowej piechoty – uderzyło na centrum austriackie, zostało ono jednak zatrzymane celnym ogniem artylerii na 150 kroków od linii sojuszniczej. Następnie do kontrataku ruszyło pięć kompanii grenadierów austriackich, którzy ostatecznie odrzucili przeciwnika. Wojska pruskie poniosły bardzo ciężkie straty, a wśród zabitych był brat królowej, książę Albrecht. Fryderyk rzucił do natarcia drugą linię, podczas gdy rozbite oddziały pierwszej przeszły do tyłu i porządkowały szyki. Pruscy i austriaccy żołnierze zmieszali się przed frontem dział austriackich; artylerzyści wstrzymali ogień nie chcąc razić własnych ludzi i w efekcie Prusacy zepchnęli piechotę przeciwnika i zdobyli baterię na szczycie wzgórza.
Następnie całe centrum i lewe skrzydło pruskie ruszyło do bitwy, posuwając się w kierunku wsi Burkersdorf (Střítež). Tam pochód Prusaków został jednak powstrzymany ogniem artylerii austriackiej, która zadała ciężkie straty atakującym. Atak nie był planowy – lewe skrzydło miało pozostać w rezerwie; prawdopodobnie żołnierze wzięli za polecenie ogólnego natarcia rozkaz dla pojedynczego batalionu, który miał opanować wieś. Sytuację uratował zdecydowany atak poprowadzony przez księcia Ferdynanda z Brunszwiku-Wolfenbüttel, który przełamał centrum przeciwnika. Brak kontrataku sojuszniczej kawalerii pozwolił pruskiej jeździe lewego skrzydła zagarnąć 850 austriackich piechurów jako jeńców.
Koło południa siły sasko-austriackie wycofały się, a Fryderyk nie zdołał zorganizować pościgu. W jego własnej opinii była to najtrudniejsza bitwa jaką stoczył. Został zaskoczony przez przeciwnika i musiał walczyć o utrzymanie możliwej drogi odwrotu na Trutnov, a zwycięstwo zawdzięczał przede wszystkim jakości swoich żołnierzy. Bitwa była krótka, ale krwawa – Prusacy stracili 3876 lub 3911 ludzi, w tym 856 zabitych, co stanowiło większy odsetek użytych sił niż w bitwie pod Dobromierzem. Wojska sojusznicze straciły 7444 ludzi. Fryderyk poniósł też osobistą stratę, gdyż austriaccy huzarzy zagarnęli jego osobisty bagaż – w efekcie musiał prosić swego kamerdynera o przysłanie mu zapasowych sreber i nowego zestawu fletów.
Po bitwie wojska pruskie pozostały przez pięć dni na polu bitwy, a następnie powoli pomaszerowały na północ, przechodząc na Śląsk 19 października. Fryderyk uważał wojnę za skończoną, Austriacy jednak planowali zimową kampanię, co zmusiło króla pruskiego do kontrofensywy.